# Stanley Thompson
Stanley Thompson (* 18. September 1893 in Toronto; † 4. Januar 1953 ebenda) war ein kanadischer  Golfarchitekt und Hauptvertreter des Goldenen Zeitalters der Golfarchitektur.

## Leben und Werk

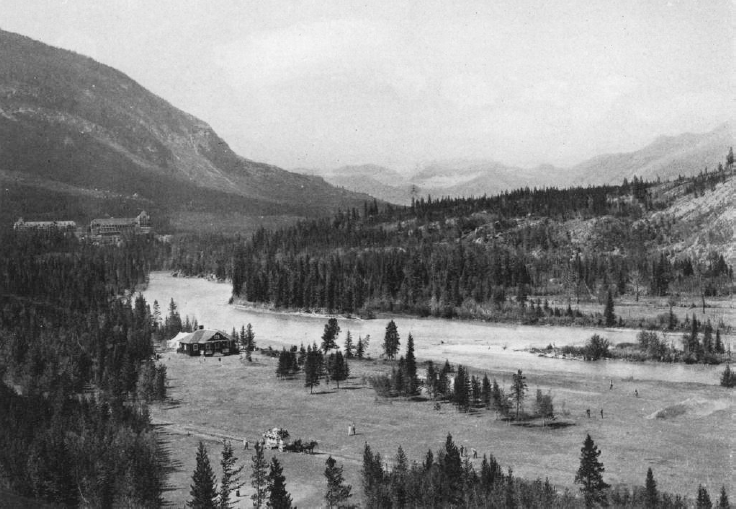
Stanley Thompson inszenierte seine Golfplätze häufig vor einer spektakulären Naturkulisse, etwa in Banff. Dieses Bild zeigt den Vorgängerplatz von Donald Ross im Jahr 1915.

Als eines von zehn Kindern schottischer Auswanderer wuchs Stanley Thompson in Toronto auf, verdingte sich früh als Caddie und gehörte zusammen mit seinen Brüdern viele Jahre zu den besten Golfspielern Kanadas. Als Jugendlicher konnte er Harry Colt mehrmals bei der Arbeit in Kanada beobachten, so entstand sein Interesse an der Golfarchitektur. Für den Ersten Weltkrieg ließ er sich von der kanadischen Artillerie anwerben und nutzte jede Gelegenheit, die berühmten Links und Heideplätze Großbritanniens zu spielen. Nach seiner Rückkehr gründete er, zunächst mit seinem Bruder Nicol und George Cumming, eine Firma für Golfplatzbau, die er ab 1922 alleine übernahm. In den 1930er Jahren arbeitete er häufig mit Robert Trent Jones zusammen, der ihn neben A. W. Tillinghast zu seinen Mentoren zählte.
Mit dem Projekt Bigwin Inn (1921) erwarb sich Stanley Thompson gleich zu Beginn seiner Karriere eine Reputation für „Rock and Forest Courses“, also Golfplätze, die unter großen Mühen aus spektakulären Wald- und Felsenlandschaften quasi herausgeschnitten und -gesprengt wurden. Diverse kanadische Eisenbahngesellschaften und Nationalparks beauftragten ihn in der Folge mit bis dato für unmöglich gehaltenen Großprojekten, so etwa Jasper Park Lodge (1926) und Banff Springs (1929), die noch heute zu den bekanntesten Resorts in Kanada zählen. Weitere bedeutende Plätze sind Halifax (1924), St. George’s (1930), Seigniory (1931), Gávea (Rio de Janeiro, 1933), Capilano (1936), Highlands Links (1939) und Beaconsfield (1943). Gelegentlich arbeitete Thompson auch im Ausland, zu erwähnen wären Constant Springs (Jamaica, 1931), San Andres (Bogota, 1946) und North Oaks (Minnesota, USA, 1951). Insgesamt brachte er es auf mehr als 120 neue Plätze und etwa 40 Neugestaltungen.
Seine einzige Veröffentlichung ist das kurze Essay „General Thoughts on Golf Course Design“ (1923), in dem er seine Gestaltungsprinzipien erläuterte. Demnach sei das wichtigste Kriterium für einen Golfplatz die Bodenqualität sowie die Schönheit der Landschaft und die verkehrstechnische Zugänglichkeit. Neben dem im goldenen Zeitalter üblichen strategischen Design legte Stanley Thompson also besonderen Wert auf die landschaftliche Ästhetik und den Einfluss der agronomischen Faktoren auf die Spielbarkeit. Wie bereits Harry Colt vor ihm legte er beim Routing zunächst die Par 3 Löcher fest und baute den Rest des Platzes um diese herum, so dass seine kurzen Löcher oft von hervorstechender Qualität sind. Gerne setzte Thompson auch natürlich gestaltete Bachläufe, Gräben und Teiche ein, obwohl Wasserhindernisse aufgrund ihres bestrafenden Charakters damals eher verpönt waren. Seine Bunker sind zumeist aufwändig und individuell gestaltet, gelegentlich platzierte er sie sogar rein nach ästhetischen Gesichtspunkten an Stellen, wo sie überhaupt keinen Einfluss auf das Spiel hatten.
Neben einer besonderen Vorliebe für dramatische Inszenierungen wird Stanley Thompson auch ein Sinn für Humor nachgesagt. So benannte er das 9. Loch von Jasper Park „Cleopatra“ und gab ihm die Form einer auf dem Rücken liegenden Frau. Damit ist Stanley Thompson der erste Golfarchitekt, der symbolisch wirkende Versatzstücke (auch Gesichter, Hufeisen und ein Tintenfisch wurden gefunden) in seine Plätze integrierte.
Stanley Thompson gehörte wie Robert Trent Jones, William Langford, Perry Maxwell und Donald Ross zu den Gründungsmitgliedern der American Society of Golf Course Architects und war 1949 Präsident der Vereinigung.
Die kanadische Bundesregierung ehrte ihn am 28. November 2005 für sein Wirken als Pionier des Golfplatzdesigns und erklärte ihn zu einer „Person von nationaler historischer Bedeutung“.